# Don Beck (Basketballtrainer)

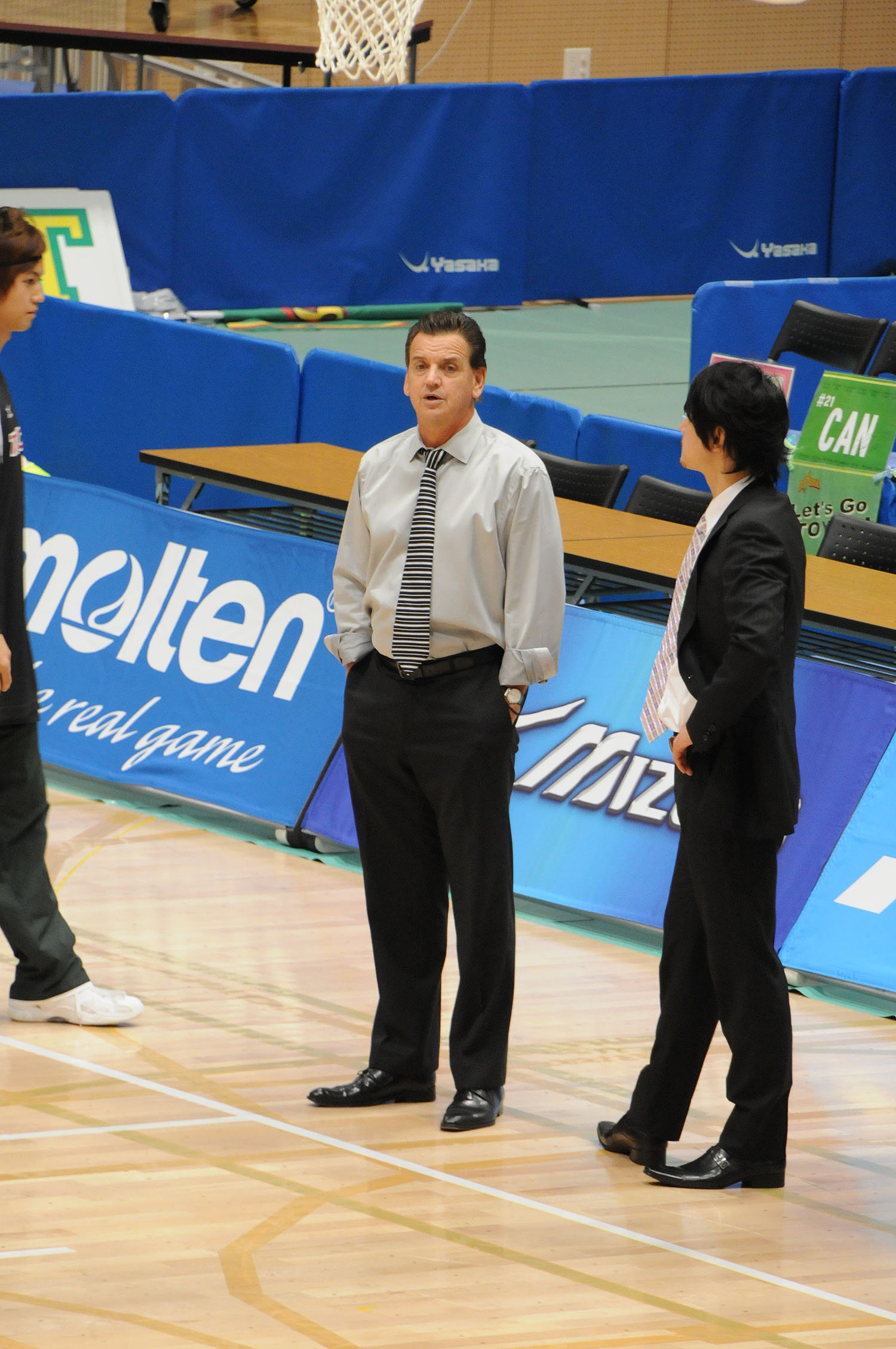

Donald Beck (* 2. Juni 1953 in New York City) ist ein US-amerikanischer Basketballtrainer.

## Laufbahn
Beck studierte bis 1975 an der Quinnipiac University im US-Bundesstaat Connecticut. Sein Hauptfach war Geschichte. Er begann seine Trainerkarriere 1978 als Assistenztrainer am Santa Barbara City College im US-Bundesstaat Kalifornien. In der Saison 1979/80 hatte er an der Hochschule das Amt des Damen-Cheftrainers inne. Von 1981 bis 1985 war er Co-Trainer der Herrenmannschaft des Bentley Colleges in Massachusetts, arbeitete 1985/86 an der Rutgers University in New Jersey als Assistenztrainer sowie ab 1986 ebenfalls in diesem Amt an der Fresno State University (Kalifornien). Dort gehörte zunächst auch der Deutsche Dirk Bauermann zu seinen Kollegen. Beck stieg im März 1990 vom Co-Trainer zum Übergangscheftrainer auf und betreute Fresno States Mannschaft nach dem Weggang von Ron Adams gemeinsam mit Frank Carbajal bis zum Ende der Saison 1989/90. Ab Januar 1991 arbeitete Beck in Santa Barbara als Fremdenführer und bot Stadtrundfahrten für Urlaubsgäste an.
1992 wagte Beck den Sprung nach Europa und wurde Trainer des belgischen Erstligisten Sunair Oostende. Nach einer Saison in Belgien kehrte er vorerst in die USA zurück, nahm 1994 dann ein Angebot aus Deutschland an und trat auf Empfehlung von Dirk Bauermann die Cheftrainerstelle beim Bundesligaverein TVG Trier an. 1998 führte er die Mannschaft trotz im Bundesliga-Vergleich geringerer wirtschaftlicher Mittel zum Gewinn des DBB-Pokals, ins Halbfinale um die deutsche Meisterschaft sowie im europäischen Vereinswettbewerb Korać-Cup unter anderem dank eines Überraschungssieges gegen Aris Thessaloniki in die Runde der besten 32 Mannschaften. 2001 wurde man abermals Pokalsieger. Zu seinem Kader zählten in dieser Zeit Akteure, die zu den größten Namen der Trierer Basketball-Geschichte gehören, wie Carl Brown, Bernard Thompson, Keith Gray und James Marsh.
„Es waren tolle Jahre. Wir haben mit kleinem Budget sehr viel erreicht - nicht nur die Pokalsiege. Wir haben uns in den europäischen Wettbewerben gut geschlagen und haben ja auch oft die Play-offs erreicht. 1998 hatten wir auch eine echte Chance gehabt, Deutscher Meister zu werden“, blickte Beck im August 2011 im Gespräch mit der Zeitung Volksfreund auf seine Trierer Amtszeit zurück.
2001 unterschrieb er beim Bundesliga-Konkurrenten EWE Baskets Oldenburg, für den er bis Mitte Mai 2007 tätig war. Während seiner Oldenburger Zeit war Beck im Sommer 2002 zusätzlich vier Monate lang luxemburgischer Nationaltrainer. Nach dem Weggang aus Oldenburg betreute er den belgischen Erstligisten Euphony Bree und ab Januar 2009 bis April 2010 den niederländischen Eredivisie-Klub Eiffel Towers Den Bosch, mit dem er 2009 Pokalsieger sowie Meisterschaftszweiter wurde.
Zwischen 2010 und 2015 war Beck Trainer von Toyota Alvark in Japan und führte die Mannschaft 2012 zum Meistertitel in der JBL. Das brachte ihm in derselben Saison den Titel als Trainer des Jahres ein. Ab 2015 hatte er den Cheftrainerposten bei der japanischen Damenmannschaft Toyota Antelopes inne. Er blieb bis 2018 im Amt. Zur Saison 2018/19 wechselte er in den Männerbereich zurück und übernahm den Trainerposten bei den Toyama Grouses in Japan. Beck arbeitete bis 2020 für die Mannschaft, 2021 wurde er ebenfalls in Japan Trainer der Mannschaft Kumamoto Volters. Er war bis 2022 in Kumamoto tätig.
Zur Saison 2023/24 wurde Beck wieder Trainer in Trier, übernahm das Cheftraineramt beim Zweitligisten Gladiators Trier. Er verpasste mit der Mannschaft im Mai 2024 knapp den Bundesliga-Aufstieg, als man im Halbfinale mit 2:3-Siegen gegen Frankfurt ausschied. Anschließend gab Beck das Traineramt in Trier ab und wurde für die Mannschaft im Hintergrund in den Arbeitsbereichen Spielersichtung, -verpflichtung und -betreuung tätig. Es kam wieder zur Zusammenarbeit mit seinem langjährigen Co-Trainer Ralph Held, der als Sportlicher Leiter nach Trier zurückkehrte. Beck und Held waren auf diese Weise daran beteiligt, dass die Mannschaft in der Saison 2024/25 den Zweitligameistertitel gewann und in die Bundesliga aufstieg.

### Privatleben
Beck hat aus einer Verbindung mit einer deutschen, aus dem Raum Trier stammenden, Frau zwei Töchter. Später begann er eine Partnerschaft mit einer Japanerin.